# Sacheon
Sacheon (hangul 사천시, hanja 泗川市) är en stad i provinsen Södra Gyeongsang i Sydkorea. Folkmängden var 114 032 invånare i slutet av 2020. 
Kommunen ligger på båda sidor om Sacheonviken. Den nuvarande staden bildades 1995 genom en sammanslagning av landskommunen Sacheon-gun som omgav viken och hamnstaden Samcheonpo i sydöst.
Samcheonpo motsvaras i dag av fem administrativa stadsdelar med en total area på 59,72 km² och cirka 47 000 invånare. 
Stadsdelarna är: 
Beollyong-dong,
Dongseo-dong,
Dongseogeum-dong,
Hyangchon-dong,
Namyang-dong och 
Seongu-dong.
I den norra delen är köpingen Sacheon-eup den centrala orten. I övrigt består den norra delen av sju socknar:
Chukdong-myeon,
Gonmyeong-myeon,
Gonyang-myeon,
Jeongdong-myeon,
Sanam-myeon,
Seopo-myeon och 
Yonghyeon-myeon.
Sedan 2007 ligger stadshuset och kommunens centrala administration i Yonghyeon-myeon. 